# 圣西尔物斯德肋堂
圣西尔物斯德肋堂（San Silvestro）是意大利北部威尼斯 圣保罗区的一座教堂。
该堂位于里亚尔托商业区。最初，在12世纪，它属于格拉多宗主教。重建后，它于1422年重新祝圣，并于1485年与圣玛利亚堂（Oratory of Santa Maria dei Patriarchi e di Ognissanti）合并。1820年部分倒塌之后，教堂从1837年完全重建，于1850年重新祝圣，由乔瓦尼·麦杜纳设计。现在的立面于1909年由朱塞佩·西歇尔完成。巴洛克式天花板上有鲁多维科·道理尼的绘画作品。祭台由桑蒂于19世纪设计，由雕刻家乔凡尼·安东尼奥·多里戈装饰。
堂内藏有丁托列托的布面油画《基督受洗 (威尼斯圣西尔物斯德肋堂)》。保罗·委罗内塞为该堂创作的“三博士来朝”（1573年）是一幅大型油画，1855年出售，可能是为了筹集重建资金，现在收藏在伦敦国家美术馆。 这幅画是由圣若瑟会堂（Scuola di San Giuseppe）委托，放置在中殿的左边墙上他们的祭台旁。这个会堂并不是像那些以贸易为基础的威尼斯会堂那么富有，基本上都是奉献者，其中包括女性成员。
教堂里有许多重要的绘画，委罗内塞的在左边墙壁上的 圣若瑟祭台旁边，在下一个世纪里，约翰·卡尔·洛思绘制了一幅不寻常的主题的祭台画：“若瑟将新出生的耶稣献给圣父”，仍然留在该堂。1670年，托斯卡纳大公科西莫三世·德·美第奇的代理人未能说服圣加大肋纳修道院出售委罗内塞的“圣加大肋纳的神秘婚姻”（1575年，现在在学院美术馆），转向圣西尔物斯德肋堂，试图贿赂协会的每一个成员出售这幅作品，但两年后失败。

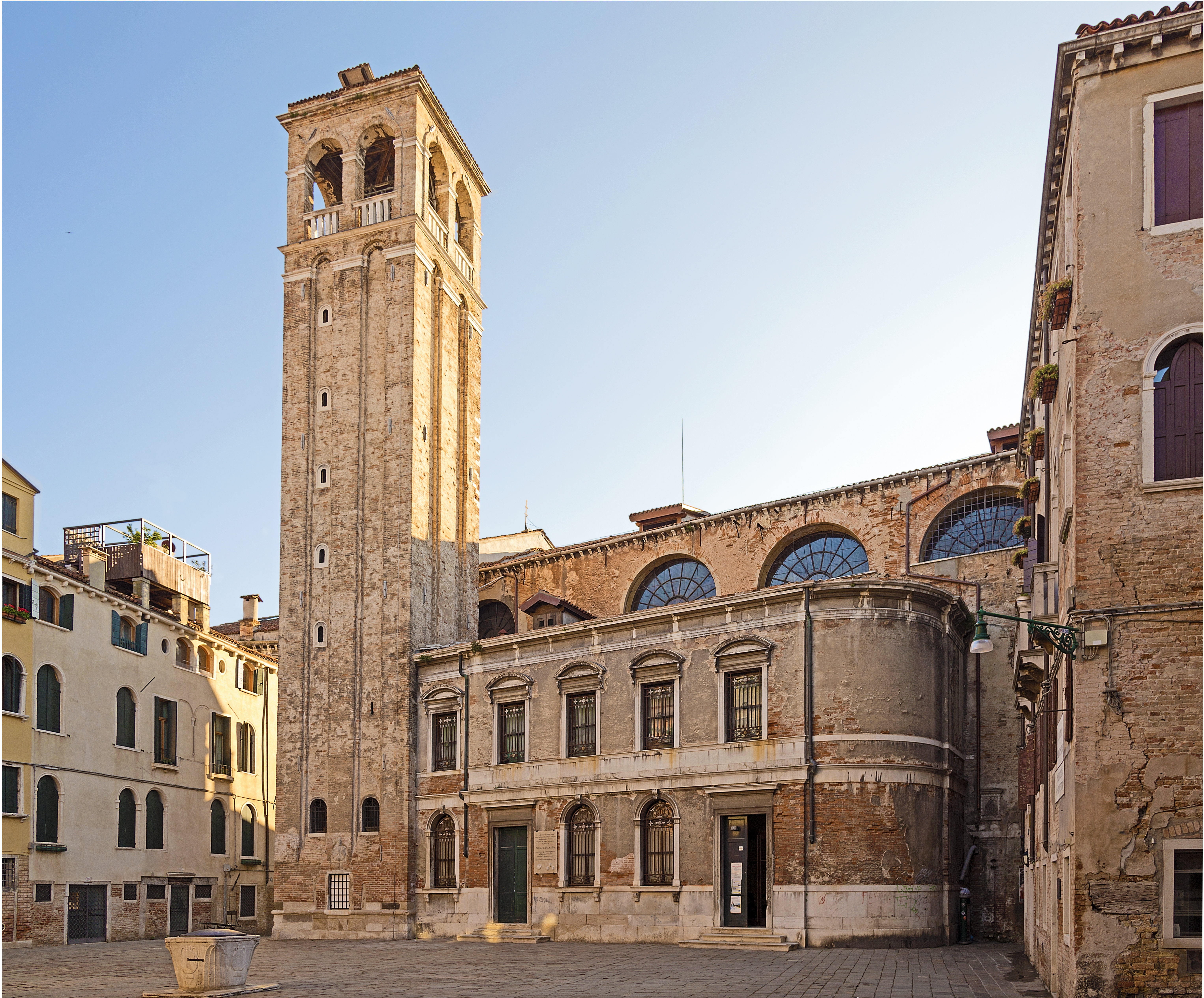
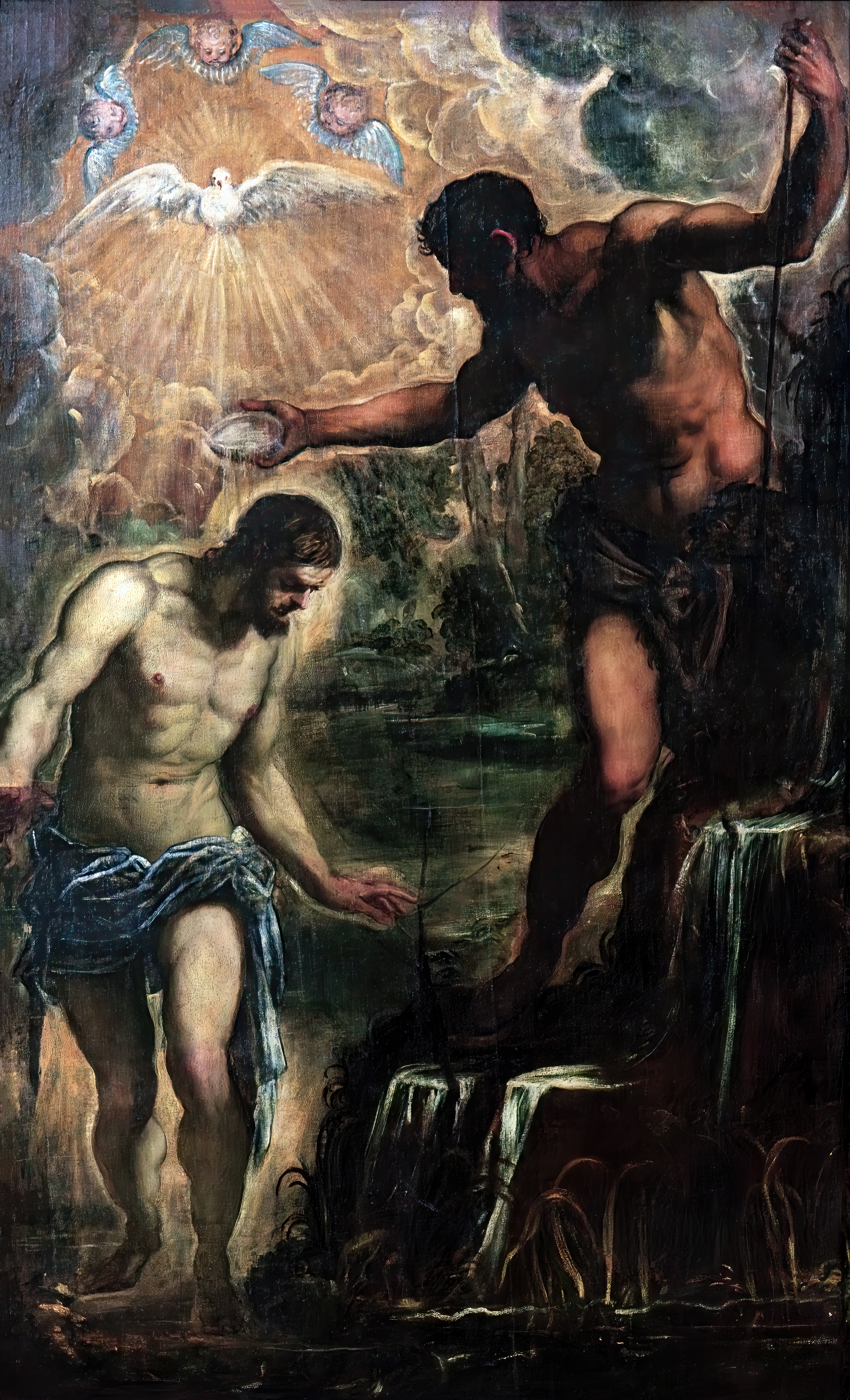
丁托列托：《基督受洗 (威尼斯圣西尔物斯德肋堂)》